# Kamienica Pod Trzema Dębami we Wrocławiu
Kamienica Pod Trzema Dębami (kamienica „Trzy dęby”) – zabytkowa kamienica o średniowiecznym rodowodzie znajdująca się przy ul. św. Mikołaja 8 we Wrocławiu.  

## Historia kamienicy

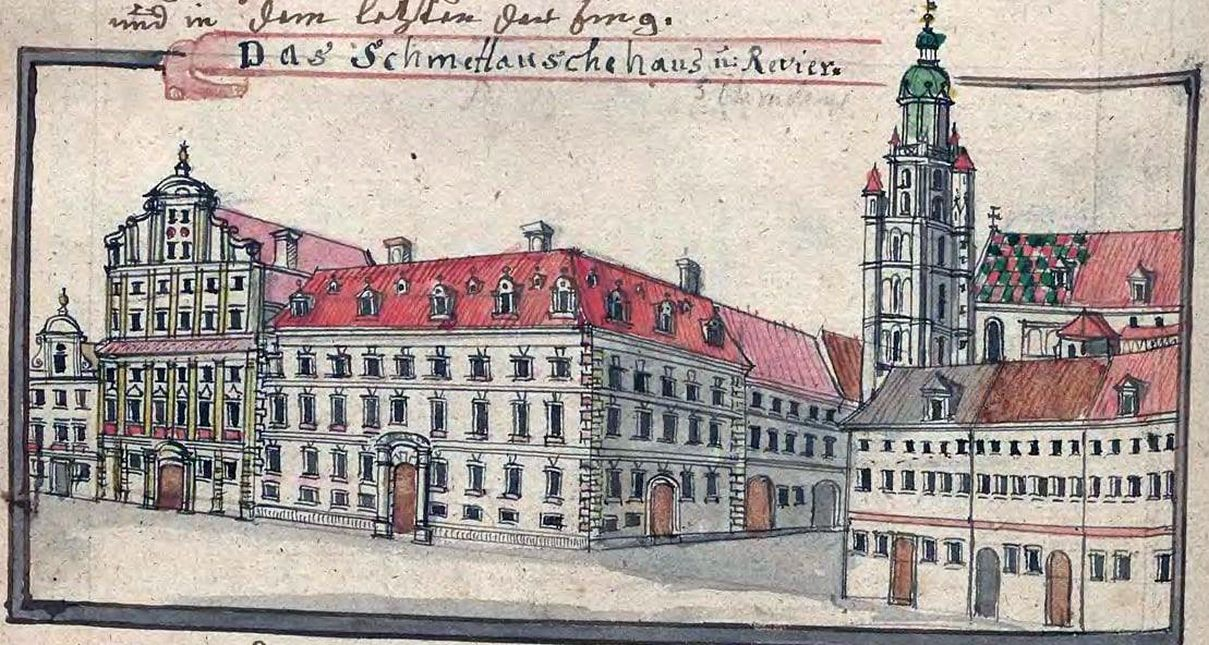
Pałac Schmettauów oraz Kamienica Pod Trzema Dębami (po lewej) na rysunku Friedricha Benharda Wernera, sprzed 1755

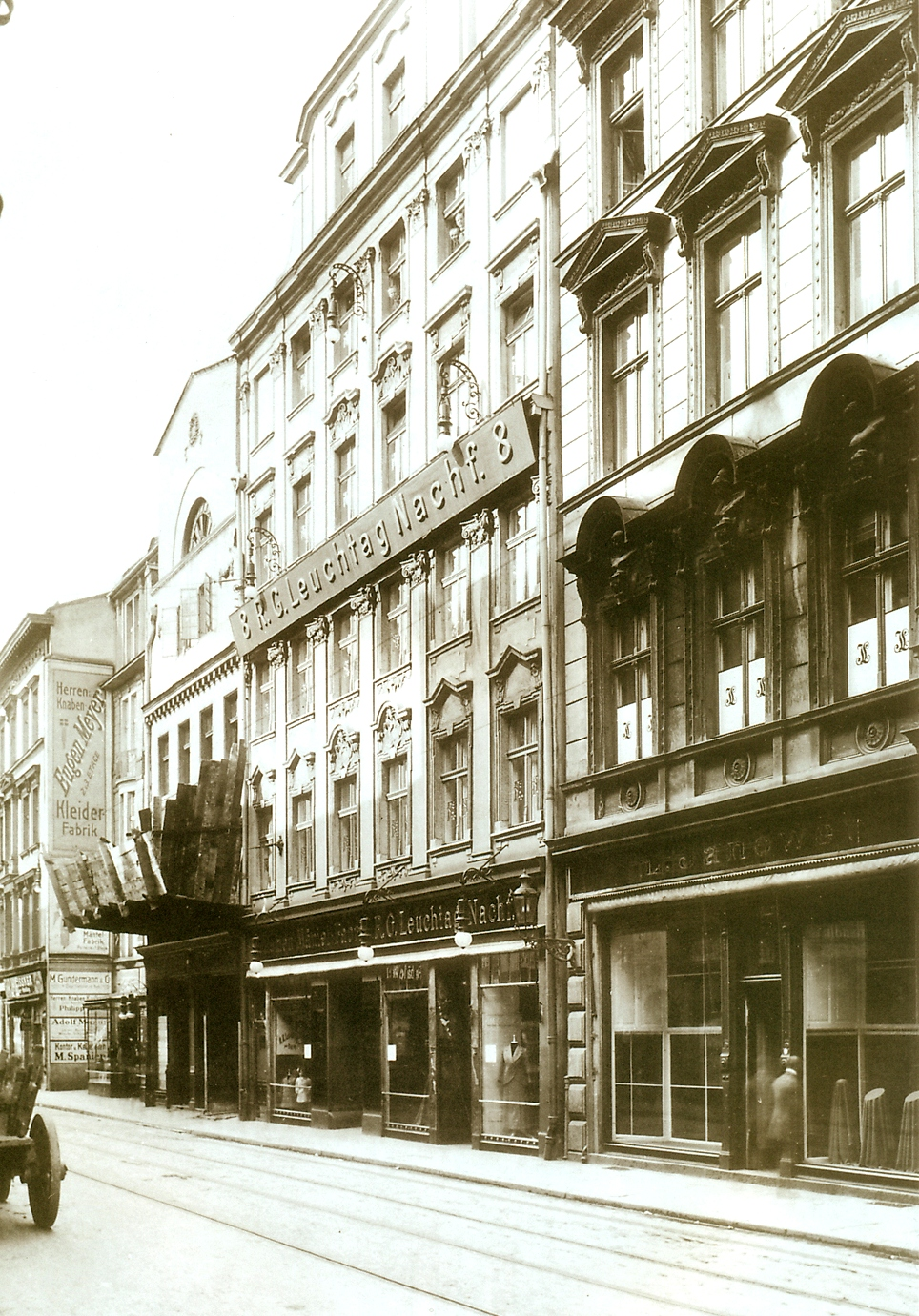
Kamienica Pod Trzema Dębami w latach 1900–1912

Kamienica Pod Trzema Dębami zajmuje miejsce dwóch dawnych kamieniczek. Pierwsze budynki zostały tu wzniesione w XIV wieku. Były to szczytowe domy, których relikty zachowały się w części piwnicznej. W 1737 roku dokonano gruntownej przebudowy. Powstał wówczas dwukondygnacyjny budynek z sześcioosiową fasadą i z czterokondygnacyjnym szczytem, który podzielony był gzymsem na dwie części: dolna była dwukondygnacyjna i sześcioosiowa, a część górna dwukondygnacyjna i dwuosiowa zakończona segmentowym tympanonem, wspierającym się na parach pilastrów i otoczonym wolutami. Na poziomach wszystkich kondygnacji osie okienne oddzielone są od siebie pilastrami wielkiego porządku. Nad oknami na pierwszej kondygnacji i pierwszej kondygnacji szczytu znajdują się naczółki. Wnętrze również uległo rozbudowie: z dwupasmowego i dwutraktowego planu przekształcono na trzytraktowy z wydzieloną pośrodku klatką schodową. Na elewacji umieszczony został kartusz w kształcie zbliżonym do owalu w którym umieszczono płaskorzeźbę z widokiem trzech dębów. W dolnej części kartuszu, w medalionie znajdował się napis "Zu den/ 3 Eichen". Kartusz został zniszczony podczas przebudowy budynku na początku XX wieku lub w 1945 roku. Kartusz został uwieczniony na grafice autorstwa Berharda Mannfelda wykonanej w latach 1870-1872.  
W 1749 roku, prawdopodobnie w wyniku wybuchu wieży prochowej, zniszczona została najwyższa kondygnacja szczytu wraz z tympanonem. W XIX wieku część parterowa uległa zmianom: usunięto barokowy portal w zwieńczeniu posiadający godło domu, a w jego miejsce wstawiono witryny sklepowe. W 1912 roku kamienica Pod Trzema Dębami została połączona z kamienicą nr 9, a wnętrza zostały całkowicie zmienione na potrzeby powstającego tu domu handlowego. Projektantem i realizatorem była firma Max Duam Nachfloger.  
Od 1888 roku w kamienicy znajdował się zakład produkujący konfekcję damską R. G. Leuchtag Nachf. G.m.b.H., późniejszy KMS Schlesisch Damen-Mäntel-Fabrik.

## Po 1945 roku
Działania wojenne w 1945 roku zniszczyły kamienicę wraz z sąsiednimi budynkami nr 9 i 10. Zespół tych trzech kamienic należał do jednych z najwcześniejszych rekonstrukcji powojennych. Zostały one odbudowane w 1953 roku według projektu Zbigniewa Politowskiego. Powstał wówczas nieistniejący wcześniej podcień i zmieniono formę szczytu, redukując liczbę osi do czterech oraz dodając coś na kształt tympanonu i ogromne nieforemne woluty; zmieniono również wnętrza przystosowując je do potrzeb biurowych. W latach 1972–1973, po wyburzeniu pozostałości po pałacu rodziny von Schmettau, wykonano dalsze przebudowy: do wschodniej elewacji będącej wcześniej murem ogniowym, dodano otwory okienne i elementy dekoratorskie na wzór tych z elewacji frontowej. 
W latach 2006–2011 roku kamienica, za sprawą właściciela budynku, IMN Sp. z o.o., została poddana kolejnemu remontowi. Jego projektantem był Wacław Hryniewicz. Budynek oddano do użytku 1 stycznia 2012 roku.